# Rufino Luro Cambaceres
Cet article possède des paronymes, voir Cambacérès (homonymie).
Rufino Luro Cambaceres, né le 14 octobre 1895 à Buenos Aires (Argentine) et mort le 4 juin 1970, est un pilote argentin du XXe siècle.
Fils de Susana Cambaceres y Rufino Luro, il suit des études universitaires et obtient un diplôme en agronomie et médecine vétérinaire. Il quitte Buenos Aires pour Bahía Blanca, où il réalise des tâches rurales et pratique des sports mécaniques.
En 1913, l'aviateur Bartolomeo Cattaneo se présente à proximité des champs de la famille Luro et réalise une démonstration à bord de son Blériot XI de 50 ch. Ce jour-là, Luro réalise son baptême de l'air. Enthousiasmé par ses expériences de navigation aérienne, il acquiert en 1922 un biplan Curtiss de 150 ch qu'il surnomme « El Chara » (nom donné au petit de l'autruche).
Il reçoit une formation de l'instructeur Francisco Ragadale, en compagnie de Domingo Irigoyen. Lors d'une réunion qui a lieu au Club Argentino en 1924, Luro propose la création de l'Aéreo Club de Bahía Blanca, qui est fondé en juillet 1924. Le 30 août 1926, il passe l'examen pour être habilité comme pilote aviateur, utilisant un biplan Curtiss de 160 ch.
Trois ans plus tard, en mars 1929, il devient membre honoraire de l'Aeroposta Argentina, intervenant dans l'organisation de la liaison Comodoro Rivadavia-Bahía Blanca, qui sera prolongée par la suite jusqu'à Río Gallegos. Paul Vachet et Rufino Luro Cambaceres réalisent, en septembre de la même année, les vols de reconnaissance au-dessus de la région comprise entre Bahía Blanca et Comodoro Rivadavia.
À la suite du vol inaugural sur cette ligne, réalisé par Saint-Exupéry-Mermoz en monoplan Late 25 et 28, les liaisons ultérieures seront réalisées par des pilotes argentins. En août 1929, le Directeur de l'Aeronáutica Civil le désigne comme pilote lors de son voyage de travail dans les provinces du nord.
En 1931, le gouvernement argentin charge Luro Cambaceres de la direction de l'Aeroposta Argentina. La même année, il atterrit à Ushuaïa, réalisant le premier vol avec escale à Río Grande. Le 18 mars 1934, un document signé du Ministre de Marine, le contre-amiral Eleazar Videla et le chef du Service de l'aviation navale, le capitaine de frégate Marcos A. Zar, le nomme « premier pilote aviateur de la réserve de l'Armée nationale » (Primer Piloto Aviador de la Reserva de la Armada Nacional. En 1935, il prend sa retraite pour intégrer la Compañía Argentina de Transportes Aéreos.
Rufino Luro Cambaceres est un des premiers pilotes à parcourir la région la plus australe du continent américain, il reçoit pour cela le surnom de « guide des cieux patagons » (Baqueano de los cielos patagones). Il réalise, en tant que pilote, 10 500 heures de vol. Il est alors réputé pour sa connaissance de la région et sa capacité à atteindre sa destination malgré le brouillard, la neige, la pluie.
Sa carrière s'est déroulée à un moment charnière de l'histoire de l'aviation commerciale argentine qui compte avec son caractère perspicace et désintéressé, pour réaliser les opérations au-dessus d'une région qu'il appréciait particulièrement. Sa tâche ne fut pas facile, en raison du manque d'information météorologique, les vents violents, la cartographie peu claire et l'instrumentation des avions insuffisante.
Rufino Luro Cambaceres racontera ses expériences à travers la littérature. Il est l'auteur de les œuvres : Rumbo 180°, Huellas del Cielo Austral et le livre de poésie : Al margen.